# Giáo phận Tanjungkarang
Giáo phận Tanjungkarang (tiếng Indonesia: Keuskupan Tanjungkarang; tiếng Latinh: Dioecesis Tangiungkaranganus) là một giáo phận của Giáo hội Công giáo Rôma trực thuộc Tổng giáo phận Palembang, với tòa giám mục đặt tại thành phố Tanjungkarang, Indonesia.

## Địa giới
Địa giới giáo phận bao gồm toàn bộ tỉnh Lampung nằm tại phần phía nam đảo Sumatra, Indonesia.
Tòa giám mục và Nhà thờ chính tòa Chúa Kitô Vua của giáo phận được đặt tại thành phố Bandar Lampung, trước năm 1983 là thành phố Tanjungkarang.
Giáo phận bao phủ diện tích 35.377 km² và được chia thành 24 giáo xứ.
Hạt Phủ doãn Tông tòa Tandjung-Karang được thành lập vào ngày 19/6/1952 theo tông sắc Ad animorum bonum của Giáo hoàng Piô XII, trên phần lãnh thổ tách ra từ Hạt Phủ doãn Tông tòa Palembang (nay là Tổng giáo phận Palembang).
Vào ngày 3/1/1961 [Hạt Phủ doãn Tông tòa được nâng cấp thành một giáo phận theo tông sắc Quod Christus của Giáo hoàng Gioan XXIII. Ban đầu giáo phận là một giáo phận trực thuộc Tổng giáo phận Medan.
Vào ngày 22/8/1973 giáo phận đã đổi tên thành như hiện tại theo nghị định Cum propositum của Bộ Truyền giáo.
Vào ngày 1/7/2003 giáo phận được trao cho giáo tỉnh của Tổng giáo phận Palembang mới thành lập quản lí.

## Giám mục quản nhiệm
Các giai đoạn trống tòa không quá 2 năm hay không rõ ràng bị loại bỏ.
- Albert Hermelink Gentiaras, S.C.I. † (27/6/1952 - 18/4/1979 về hưu)
- Andreas Henrisusanta, S.C.I. † (18/4/1979 - 6/7/2012 về hưu)[2]
- Gioan Harun Yuwono (19/7/2013 - 3/7/2021 được bổ nhiệm làm Tổng giám mục Tổng giáo phận Palembang)
- Vinh Sơn Setiawan Triatmojo, từ 17/12/2022

## Thống kê
Đến năm 2020, giáo phận có 75.200 giáo dân trên dân số tổng cộng 8.999.000, chiếm 0,8%.
| Năm  | Dân số   | Dân số    | Dân số | Linh mục      | Linh mục       | Linh mục      | Linh mục                | Phó tế | Tu sĩ     | Tu sĩ    | Giáo xứ |
| Năm  | giáo dân | tổng cộng | %      | linh mục đoàn | linh mục triều | linh mục dòng | tỉ lệ giáo dân/linh mục | Phó tế | nam tu sĩ | nữ tu sĩ | Giáo xứ |
| ---- | -------- | --------- | ------ | ------------- | -------------- | ------------- | ----------------------- | ------ | --------- | -------- | ------- |
| 1969 | 30.031   | 2.350.000 | 1,3    | 20            | 1              | 19            | 1.501                   |        | 22        | 80       | 9       |
| 1980 | 60.285   | 3.525.000 | 1,7    | 29            | 1              | 28            | 2.078                   |        | 62        | 118      | 11      |
| 1990 | 77.280   | 6.140.000 | 1,3    | 20            | 2              | 18            | 3.864                   |        | 34        | 100      | 11      |
| 1998 | 88.372   | 8.351.000 | 1,1    | 36            | 22             | 14            | 2.454                   |        | 32        | 185      | 18      |
| 2001 | 82.695   | 8.658.700 | 1,0    | 39            | 24             | 15            | 2.120                   |        | 34        | 206      | 20      |
| 2002 | 88.896   | 6.894.437 | 1,3    | 38            | 24             | 14            | 2.339                   |        | 31        | 215      | 19      |
| 2003 | 90.261   | 6.894.437 | 1,3    | 41            | 26             | 15            | 2.201                   |        | 28        | 224      | 20      |
| 2004 | 93.518   | 6.908.437 | 1,4    | 43            | 25             | 18            | 2.174                   |        | 22        | 230      | 20      |
| 2010 | 75.789   | 7.269.000 | 1,0    | 51            | 31             | 20            | 1.486                   |        | 75        | 194      | 21      |
| 2014 | 75.052   | 9.586.492 | 0,8    | 57            | 41             | 16            | 1.316                   |        | 25        | 246      | 21      |
| 2017 | 73.793   | 9.709.927 | 0,8    | 68            | 38             | 30            | 1.085                   |        | 34        | 232      | 24      |
| 2020 | 75.200   | 8.999.000 | 0,8    | 70            | 40             | 30            | 1.074                   |        | 35        | 400      | 24      |